# AN M18

M18発煙手榴弾の外観と断面図

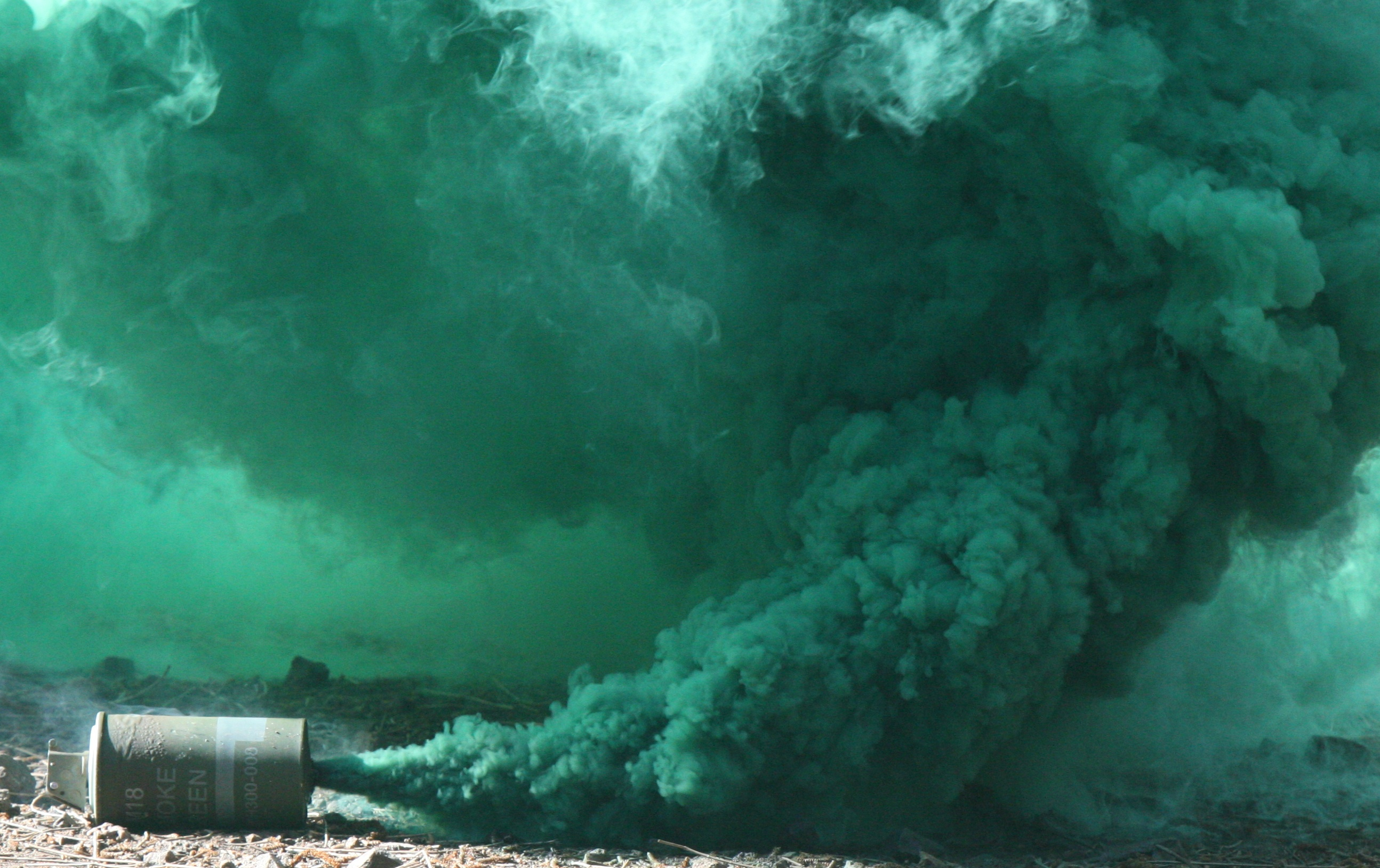
M18から発生している緑色の煙

AN M18、M18発煙手榴弾 (M18 Smoke Grenade) は、地対地・地対空の信号用、目標・着陸地帯の指示用、あるいは部隊演習用にアメリカ軍によって使用される発煙手榴弾である。「AN M18」ではなく「M18」と表記される。第二次世界大戦中のM15を代替し、より長時間かつ鮮やかに煙を発生させる。
ベトナムでは、緑色の煙がハチの群れを追い払うことが発見された。

## 概要
オリーブドラブの本体に灰色の帯が塗装されている。上部は赤・緑・黄・紫に塗装され、煙の色を示している。煙の色は本体側面にも記載されている。第二次世界大戦中のM18では、灰色の本体に黄色の帯が塗装され、上部に煙の色が記載されていた。
重量は538g  。射程は平均的な兵士なら35m程度。内部には326gの発煙剤が入っている  。赤・緑・黄・紫が使用できる。
時限装置として、M201A1点火装置を持つ。これはねずみ取り型で、1.2秒から2.0秒、作動を遅延させて発煙剤に点火し、煙を発生させる。安全装置は無い。投擲されると上部に4つ、下部に1つある煙放出口から50秒から90秒、色の付いた煙が放出される。

## 危険性
白色のAN-M8やM18は、乾燥地帯で使用すると火災を発生させることがある。使用後の発煙手榴弾の外殻は熱いため、素手で触れてはならない。現在、長時間にわたって吸引しても無害な新しい煙を開発中である。密閉された空間では、煙が酸素を奪うため、窒息の危険性がある。

## 登場作品

### 映画
『地獄の黙示録』
作中の至るシーンでM18が使用される。
『戦火の勇気』
撃墜されたUH-1H医療ヘリの乗員が、救援に来たヘリに対する目印とするため、緑色の煙を発する型を投擲する。

### 漫画
『DEATHTOPIA』
「教会」の暗殺者、陽子が慶東大学の研究棟から撤退する際、M18 SMOKE GREENを用いる。
『続・戦国自衛隊』
戦国時代にタイムスリップしたアメリカ海兵隊が、上陸地の安全を確認した合図として使用するほか、同様にタイムスリップした自衛隊が、伏見城への突入時に使用する。

### ゲーム
『Operation Flashpoint: Dragon Rising』
アメリカ海兵隊陣営で使用可能な手榴弾として「スモーク弾」の名称で登場する。
『カウンターストライク』
「Smoke Grenade」の名称で登場する。
『グランド・セフト・オートV』
「催涙ガス」の名称で催涙剤を充填したものが登場する。